# سیارک ۲۶۰
سیارک ۲۶۰ (به انگلیسی: 260 Huberta) دویست و شصتمین سیارک کشف شده‌است که در ۳ اکتبر ۱۸۸۶ و در وین کشف شد.
قدر مطلق سیارک برابر ۸٫۹۷ است.